# Liegendes
Liegendes ist eine bergmännisch-geologische Lagebezeichnung für Gestein, das eine Bezugsschicht unterlagert. Das Liegende muss nicht notwendigerweise älter als der Bezugshorizont sein. Der Begriff hat jedoch in den verschiedenen geowissenschaftlichen Disziplinen eine im Detail jeweils etwas andere Bedeutung. Die Lagebezeichnung für Gestein, das einen Bezugshorizont überlagert, ist Hangendes.

## Ingenieurgeologie und Bergbau
Liegendes ist im Bergbau die Bezeichnung für das Gestein in der Sohle einer Strecke, in der Regel die unter einem Flöz abgelagerten Gesteinsschichten bzw. für das unterhalb einer Lagerstätte liegende Gebirge, wobei „Gebirge“ der bergmännische Ausdruck für Gestein ist.
Das liegende Gestein bildet den stabilen Untergrund oder auch Abbaufläche (Sohle) unter einem Gang oder den Stollen in einem Bergwerk oder Grubenbau, die die Lagerstätte dann aufschließen.

## Allgemeine Geologie
In der Geologie wird der Begriff Liegendes meist etwas allgemeiner verstanden. Auch hier wird der Begriff auf recht unterschiedliche Lagebeziehungen verwendet.
- Liegendes ist die Gesteinsabfolge, die topografisch unter einem bestimmten Horizont oder einer geologisch besonders interessanten Schicht liegt;
- jene Gesteinsschicht (engl. foot wall), die sich direkt unter einer Scherzone oder einer nicht zu steilen Verwerfung befindet. Die Schicht darüber heißt Hangendes (engl. hanging wall).

- Bei großräumigen Überschiebungen (tektonische Decken) wird auch von der liegenden und hangenden Decke oder Hangend- und Liegenddecke gesprochen. In einem tektonischen Fenster kann das Liegende oder die liegende Decke aufgeschlossen sein. In diesem Fall ist das Liegende bzw. die Liegenddecke in der Regel jünger als das Hangende oder die Hangenddecke.

- Wird der Begriff als „stratigraphisch Liegendes“ präzisiert, bedeutet dies, dass das Liegende tatsächlich auch älter als die Bezugsschicht ist.

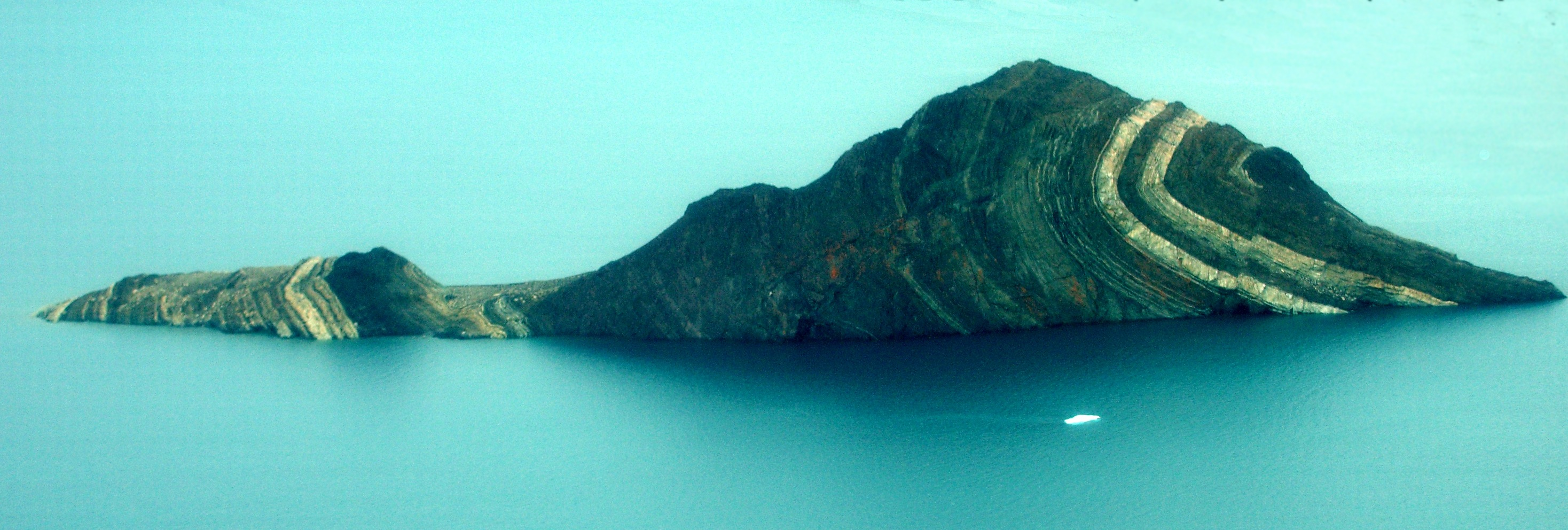
Überkippte Falte der Kaledonischen Orogenese in jungpräkambrischem Sedimentgestein auf einer kleinen Felseninsel in Ostgrönland.

- Der Begriff Liegendfalte hat dagegen zunächst nichts mit dieser bergmännisch-geologischen Lagebeziehung zu tun, sondern bedeutet lediglich, dass eine Falte überkippt ist und auf dem Unterlager liegt. Die beiden Schenkel der Falte verlaufen bei der idealen liegenden Falte annähernd parallel zum Unterlager, in der Wirklichkeit meist in einem spitzen Winkel oder in unterschiedlich spitzen Winkeln. Dagegen wird der Begriff Liegendschenkel (einer liegenden Falte) wiederum in der hier geschilderten Lagebeziehung benutzt. Er bezeichnet den unteren Schenkel einer liegenden Falte.[1]

Die Verwendung der Begriffe „Liegendpartien“ oder „Liegendschichten“ für den tieferen Teil einer Schichtenfolge wird wegen der Doppeldeutigkeit nicht empfohlen. Diese Begriffe bezeichnen undifferenziert lediglich die unterlagernden Schichten einer Schichtfolge. Also sollte nicht von den „Liegendpartien“ einer Formation gesprochen werden, wenn die unteren (oder tiefer liegenden) Anteile der Formation gemeint sind.